# Cathédrale Notre-Dame-du-Perpétuel-Secours de Nouna
Cette  cathédrale n’est pas la seule cathédrale Notre-Dame-du-Perpétuel-Secours.
La cathédrale Notre-Dame-du-Perpétuel-Secours à Nouna, dans la province de la Kossi et la région de la Boucle du Mouhoun, est la cathédrale du diocèse de Nouna au Burkina Faso.